# Gaoua
Gaoua – miasto w południowo-zachodniej Burkinie Faso, stolica regionu Sud-Ouest i prowincji Poni. Mieszka tu ok. 32 tys. osób. Dominującą grupą etniczną są tu Lobi, a miasto uważane jest za nieformalną stolicę terytoriów zamieszkiwanych przez ten lud. Działa tu niewielkie muzeum z okazami ceramiki i masek.
W okolicach miasta znajduje się wiele atrakcji turystycznych, m.in. wsie z tradycyjnym budownictwem ludu Lobi (do najbardziej znanych zalicza się wieś Doudou) oraz kamienne ruiny w pobliżu wsi Loropéni ok. 40 km od Gaoua.